# Ringu 2
Ringu 2 (リング2) és una pel·lícula de terror sobrenatural japonesa del 1999, dirigida per Hideo Nakata i serveix com a seqüela de Ringu.
Ringu va ser originalment una novel·la escrita per Koji Suzuki; la seva seqüela, Rasen (també coneguda com Spiral (novel·la de Suzuki)Spiral), també va ser adaptada a pel·lícula com a seqüela de Ringu. A causa de la mala resposta a Rasen, Ringu 2 es va fer com una nova seqüela de Ring. Tanmateix, no es va basar en les obres de Suzuki, per la qual cosa, finalment, ignora la història de Rasen.
Ringu 2 té lloc un parell de setmanes després de la primera pel·lícula, continua directament la història i compta amb la majoria del repartiment de Ringu repetint els seus papers.

## Argument
Després de recuperar el cos de la Sadako Yamamura d'un pou, la policia convoca el seu oncle Takashi per identificar-la. El detectiu Omuta informa a en Takashi que la Sadako va sobreviure al pou durant trenta anys, segons els forenses. Les restes són retornades a Takashi, qui els dona un enterrament al mar, amb l'esperança d'estar lliure de la culpa que ha portat des que la seva mare Shizuko es va suïcidar a causa de les seves accions.
Després de la mort sobtada de l'exmarit de la Reiko Asakawa, Ryuji Takayama, i del seu pare Koichi, la policia la busca a ella i al seu fill Yoichi. L'assistent de Ryuji, Mai Takano, i el company de Reiko, Okazaki, busquen respostes junts. Després de trobar una cinta de vídeo cremada a l'apartament de la Reiko, la Mai percep que el pare de la Reiko va morir de la mateixa manera que en Ryuji.
Investigant la llegenda urbana de la cinta de vídeo maleïda, l'Okazaki coneix l’estudiant de secundària Kanae Sawaguchi, que li dona una còpia de la cinta però admet que ella mateixa l'ha vist. Ella demana a Okazaki que vegi la cinta abans que s'acabi la setmana, però ell amaga la seva còpia al calaix de l'escriptori a la feina.
En intentar contactar en Masami Kurahashi, una amiga de la neboda de la Reiko, Tomoko, Mai i Okazaki s'assabenten que ara és muda i té fòbia a les televisions després de presenciar la mort d'en Tomoko. El doctor Oisho Kawajiri, metge de Masami i investigador paranormal, intenta expulsar l'energia psíquica de Masami mitjançant l'experimentació. Mai surt a buscar una mica d'aire, trobant-se en Masami, la presència del qual fa que Sadako es materialitzi a la televisió i aterroritzi els pacients. La Masami intenta canalitzar la seva por a Mai, que s'adona que Yoichi ha estat intentant fer el mateix.
Mai troba Yoichi i Reiko en un centre comercial. En Yoichi ha estat mut des de la mort del seu pare i el seu avi i els seus poders psíquics es van intensificar. La Reiko pregunta si la Kawajiri pot ajudar. Tornant a l'hospital, Mai descobreix que l'Okazaki ha conduït accidentalment la policia a Kawajiri, que els ha informat del contacte de Mai amb Reiko. La Mai, l'Okazaki i el detectiu Omuta observen l'experiment de Kawajiri per exorcitzar l'energia psíquica de la Masami projectant les seves imatges mentals en una cinta en blanc. Tanmateix, fa que apareguin les imatges de la cinta de vídeo maleïda. May destrueix la gravació. L'Omuta tortura Mai perquè reveli la ubicació de la Reiko i la Yoichi, obligant Mai a veure el cadàver contorsionat per la por de la Kanae. Superada per la culpa, Mai li diu telepàticament a Yoichi que fugi de la comissaria. Yoichi ataca psíquicament els policies i escapa amb Reiko, que és atropellada i aixafada per sota d'un camió. En Yoichi comença a matar psíquicament l'Omuta, però la Mai l’atura i fugen juntes. Okazaki intenta esborrar la seva entrevista amb Kanae, només perquè el seu fantasma es materialitzi i el persegueixi.

Mai i Yoichi viatgen a l'Illa d'Oshima i s'allotgen a la posada Yamamura. En Yoichi té un malson, la qual cosa fa que apareguin els fantasmes de la Shizuko i d'una jove Sadako abans que Mai els allunyï. El Dr. Kawajiri arriba a la nit, oferint-se a exorcitzar en Yoichi mentre ho intentava amb en Masami, i la Mai s'ofereix per actuar com a conduïda per expulsar l'odi de Sadako a una piscina, l'aigua pot neutralitzar l'energia. L'intent surt malament i el taüt de la Sadako apareix a la piscina. En Takashi se sacrifica demanant que la Sadako l'agafi, mentre que en Kawajiri se submergeix a la piscina amb equips elèctrics, matant-se al costat del seu assistent.
Mai i Yoichi cauen a l'aigua, apareixent dins del pou. Apareix el fantasma d'en Ryuji, absorbint la por d'en Yoichi, i convoca una corda que guiarà a Mai cap a un lloc segur sempre que no miri cap avall. Apareix el fantasma de la Sadako, escalant el pou només per preguntar crípticament: "Per què només et vas a salvar tu?". Mai i Yoichi emergeixen a la piscina, provisionalment lliures de la seva por. Mentre Okazaki està tantat en una institució, una infermera li fa una foto. Quan surt de l'habitació nota alguna cosa a la foto, aparentment commocionada; darrere d'Okazaki hi ha l'esperit rient de Kanae que busca venjança.

## Repartiment
- Miki Nakatani com a Mai Takano
- Rikiya Otaka com a Yoichi Asakawa
- Nanako Matsushima com a Reiko Asakawa
- Yoichi Numata com a Takashi Yamamura
- Rie Inō com a Sadako Yamamura
  - Mebuki Tsuchida com a jove Sadako Yamamura
- Kyoko Fukada com a Kanae Sawaguchi
- Yūrei Yanagi com a Okazaki
- Hitomi Satō com a Masami Kurahashi
- Hiroyuki Sanada com a Ryuji Takayama
- Fumiyo Kohinata com Ishi Kawajiri
- Kenjirō Ishimaru com el detectiu Keiji Omuta
- Masako com a Shizuko Yamamura

## Estrena
Ringu 2 es va estrenar al Japó el 23 de gener de 1999, on va ser distribuït per Toho. Es va estrenar amb una doble drddió amb la pel·lícula. Shikoku. A les Filipines, la pel·lícula es va estrenar com a Ring 2: Call of Evil el 5 de març de 2003. La pel·lícula va ser llançat directament al vídeo als Estats Units el 23 d'agost de 2005 per DreamWorks.

## Taquilla
Va ser la segonapel·lícula japonesa més taquillera de 1999 (després de Pokémon: The Movie 2000), va obtenir uns ingressos de distribució 2.100 milions de iens japonesos en el moment de la seva estrena en cinemes. Ringu 2 va recaptar uns ingressos totals de taquilla japonesa de 3.570 milions de iens japonesos (31,3 milions de dòlars EUA).
A Corea del Sud, la pel·lícula va vendre 128.521 entrades. A França, la pel·lícula va vendre 22.263 entrades, que suma una taquilla total de la pel·lícula a l'estranger a 150.784 entrades venudes.

### Mitjans domèstics
Al Regne Unit, va ser vista per 360.000 espectadors a la televisió durant el primer semestre de 2005, la qual cosa la va convertir en la setena pel·lícula en llengua estrangera més vista a la televisió del Regne Unit durant aquest període. L'original Ringu també va atreure 390.000 espectadors a la televisió del Regne Unit durant el mateix període, sumant un total de 750.000 espectadors de televisió del Regne Unit per a les dues pel·lícules Ringu durant la primera meitat de 2005.

## Recepció
Variety es va referir a la pel·lícula com una "bèstia molt diferent" que Ringu, amb "menys ambient i més xocs de gènere". La ressenya afirmava que la pel·lícula "no es basa notablement en l'escena final meravellosament desagradable de la primera pel·lícula" i és "progressivament més convencional sense un estil visual especial ni emocions per sota de la pell".
Com a resultat de la popularitat de la pel·lícula, a un dels membres del repartiment de la pel·lícula, Kyoko Fukada (paper de Kanae Sawaguchi), se li va oferir un contracte de gravació amb Pony Canyon (el segell que s'encarregava dels llançaments de la banda sonora de la pel·lícula i del seu senzill que l'acompanya), i el seu senzill de debut "Saigo no Kajitsu" (最後の果実, The Last Fruit) va ser llançat per Pony Canyon el 19 de maig de 1999.
Ring 2 té una puntuació del 0% a Rotten Tomatoes basada en tretze crítiques.